# Federico Augusto de Wurtemberg-Neuenstadt
Federico Augusto de Württemberg-Neuenstadt (Neuenstadt am Kocher, 12 de marzo de 1654 - Gochsheim, 6 de agosto de 1716) fue duque de Württemberg y segundo duque de Württemberg-Neuenstadt .

## Biografía
Federico Augusto fue el primogénito del duque Federico de Wurtemberg-Neuenstadt, quien estableció la segunda rama del Ducado de Württemberg-Neuenstadt . Su esposa era Clara Augusta de Brunswick. El ramal de Wurtemberg-Neuenstadt era responsable de la ciudad de Neuenstadt am Kocher , Möckmühl y partes de Weinsberg . Llevaban el título de duque, aunque no tenían soberanía estatal que permaneciera dentro del ducado principal de Württemberg .
En 1674 el estado se vio envuelto en la guerra franco-holandesa . Frederick Augustus se puso del lado de Brunswick-Lüneburg , uniéndose a su regimiento como Rittmeister (un oficial de caballería comisionado a cargo de un escuadrón). Estuvo involucrado en una serie de batallas clave, incluida la Batalla de Konzer Brucke en las afueras de Trier, en la que los caballos que montaba fueron asesinados tres veces. Antes del final de la guerra, su padre pidió su regreso para nombrarlo sucesor del ducado y sacarlo del peligro posterior.
Frederick Augustus se casó con la condesa Albertine Sophie Esther el 9 de febrero de 1679, el último miembro restante de los condes de Eberstein (ahora conocido como Alt-Eberstein). Esto trajo la propiedad de las ciudades de Kraichgau como Gochsheim , Waldangelloch y propiedades a lo largo de la frontera con Lorena . Los recién casados renovaron el Castillo de Gochsheim y lo usaron como residencia desde 1682 en adelante.
El padre de Federico Augusto murió en marzo del mismo año, dejando a su hijo para hacerse cargo del negocio del ducado. En 1689 las tropas francesas cruzaron el río Rin durante una campaña de la Guerra de la Gran Alianza . Federico Augusto se retiró a la esquina noreste de su ducado y se instaló en Neuenstadt . En su ausencia, la ciudad y el castillo de Gochsheim fueron destruidos casi por completo por el enemigo francés.
No fue sino hasta el Tratado de Ryswick en 1697 que los trabajos de reconstrucción comenzaron de nuevo y Frederick Augustus trajo a 220 valdenses y hugonotes, que instaló en una ciudad especialmente planeada, llamada "Augustistadt" (ciudad de Augustus) al norte de Gochsheim . El proyecto se encontró con una dificultad tras otra y disfrutó de un éxito mediocre, de tal manera que la mayoría de los colonos pronto siguieron adelante. A pesar de esto, el castillo estaba listo para la ocupación nuevamente en 1700.
El duque Federico Augusto murió de disentería el 6 de agosto de 1716 en Gochsheim. Su tumba aún se encuentra en la iglesia Martinskirche en Gochsheim, junto a su esposa que murió en 1728. Gochsheim se convirtió en un feudo obsoleto . Como la pareja no tenía hijos varones sobrevivientes, el hermano de Federico Augusto, Carlos Rodolfo , lo sucedió como duque de Württemberg-Neuenstadt .

El patio interior del castillo de Gochsheim, reconstruido por Federico Augusto en 1700.

## Familia
Federico Augusto engendró 14 hijos, de los cuales cuatro niños murieron el día en que nacieron y solo tres hijas sobrevivieron hasta su primer cumpleaños y las tres vivieron hasta la edad adulta. El duque hizo autopsias a todos los niños para determinar la razón de la muerte, sin éxito. Los historiadores ahora creen que la muerte prematura a menudo fue el resultado de una mala higiene, leche en mal estado y errores cometidos durante el parto.

### Descendencia
1. . Federico Casimiro (7–9 de octubre de 1680)
2. . Luis Federico (1–9 de noviembre de 1681)
3. . Hija sin nombre (9 de marzo de 1683)
4. . Federico Samuel (11–23 de mayo de 1684)
5. . Hija sin nombre ( 3 de julio de 1685)
6. . Augusto Federico (4 de abril de 1687 - 21 de julio de 1687)
7. . Carlos (26 de diciembre de 1688 - 19 de marzo de 1689)
8. . Adán (30 de mayo de 1690 - 3 de julio de 1690)
9. . Augusta Sofía (24 de septiembre de 1691 - 1 de marzo de 1743)
10. . Leonor Guillermina Carlota (24 de enero de 1694 - 11 de agosto de 1751)
11. . Hija sin nombre (21 de noviembre de 1695)
12. . Hijo sin nombre (29 de agosto de 1697)
13. . Federica (27 de julio de 1699 - 8 de mayo de 1781)
14. Federico (6 de julio de 1701 - 21 de octubre de 1701)